# Длиннохвостый сорокопутовый личинкоед
Длиннохвостый сорокопутовый личинкоед (лат. Coracina longicauda) — вид птиц из семейства личинкоедовых. Эндемик Новой Гвинеи. Подвидов не выделяют.

## Описание
Длиннохвостый сорокопутовый личинкоед достигает длины 33 см и массы от 92 до 101 г. Взрослые особи характеризуются серой и чёрной окраской оперения и очень длинным хвостом. Половой диморфизм выражен слабо. У взрослых самцов голова, шея, мантия, верхняя часть груди, крылышко, маховые перья и хвост чёрные; голова и шея с тёмно-голубоватым отливом. Остальное оперение нежно-серое, нижняя часть тела немного светлее, испод крыльев и нижние кроющие перья хвоста темнее. Радужная оболочка от тёмно-коричневого до чёрного цвета; клюв и ноги чёрные. Взрослые самки похожи на самцов, но чёрная область на передней части тела ограничена “маской” от лба до надглазья, кроющих перьев ушей, скуловой области, подбородка и горла. Ювенильные особи не описаны; неполовозрелые особи похожи на взрослых самок.
Вокализация представлена громким, нисходящим визгом «jeer-jeer-jeer», а также резкой, скрипучей нотой, резко заканчивающейся жалобным трехсложным «ti-ae-wi» и коротким, низким чириканьем.

## Биология
Длиннохвостый сорокопутовый личинкоед питается в основном насекомыми, в том числе жуками (Coleoptera) и настоящими палочникамии (Phasmatidae); также в состав рациона входит немного фруктов; мелкие ящерицы и лягушки. Добывает пищу небольшими группами, передвигаясь по верхушкам деревьев; медленно прыгает по веткам, собирая добычу.
Размножение наблюдалось в июне и октябре. Гнездо представляет собой неглубокую чашечку из мелких корешков, покрытую снаружи лишайниками, лоток выстлан мелкими зеленоватыми листочками. Гнездо располагается на основании из мха на горизонтальной развилке на высоте 15-20 м над землей. В кладке одно яйцо. Обе родительские птицы выкармливают птенцов. Другой информации нет.

## Распространение и места обитания
Длиннохвостый сорокопутовый личинкоед является эндемиком Новой Гвинеи. Встречается от центра западной части острова до северо-востока и юго-востока Новой Гвинеи в основном на высоте от 2100 до 2800 м над уровнем моря; местами иногда опускается до 1300 м и достигает высоты 3700 м. Естественными местами обитания являются высокие, густые горные леса. 
В некоторых источниках выделяются два подвида:
- Coracina longicauda grisea —  центр Новой Гвинеи
- Coracina longicauda longicauda — юго-восток Новой Гвинеи